# Landolphia bruneelii
Landolphia bruneelii är en oleanderväxtart som först beskrevs av De Wild., och fick sitt nu gällande namn av Marcel Pichon. Landolphia bruneelii ingår i släktet Landolphia och familjen oleanderväxter. Inga underarter finns listade i Catalogue of Life.